# Данчиця (комплексна пам'ятка природи)
Да́нчиця — комплексна пам'ятка природи місцевого значення в Україні. Розташована на території Коломийського району Івано-Франківської області, Придністрянське лісництво квартал 1, виділи 8, 9, 10.
Площа — 6,1 га, статус отриманий у 1984 році.